# ちょこび
ちょこびは、日本のファッションクリエイター、モデル、インスタグラマー。東京都出身。文化学園大学卒。

## 人物
2016年2月、文化学園大学在学中にZOZOTOWNのWEARレビューモデルとして活動を開始。個性的なファッションセンスや投稿される写真のユニークさも注目され、2016年6月、Zipper読者を代表するインフルエンサーZipper GIRL、2016年12月にはWEARISTAに抜擢。
2017年9月、mer×Doublefocus コーディネートグランプリにてグランプリを受賞。2017年10月、レディースファッションブランドmerlot（メルロー）の公式モデルとして活動を開始。2018年4月、merlotのインフルエンサーコラボ企画として、ちょこびオリジナルアイテム「ちょこび着」のプロデュースを行う。2018年11月、株式会社ストライプインターナショナルが運営するアパレルブランド『E hyphen world gallery』 のモデルとして活動開始。2019年1月、国内最大級の古着情報メディア『古着女子』がプロデュースするECストア『9090』の公式モデルとして活動開始。
2019年6月、フジテレビ系列『噂の現場急行バラエティー レディース有吉』のパパのおさがりコーデ特集にて出演。
インスタグラムや、WEARは86歳のおばあちゃんに写真を撮影してもらっている。

## 主な活動

### コラボ
- ちょこび×merlotコラボ（2018年4月17日[1]）
- ちょこび×merlotコラボ第2弾（2018年11月17日[2]）

### インターネット
- yutori inc【古着女子】（2018年2月15日 - Youtube[3]）

## 参考
- 業界注目のファッショニスタ　POPな世界観にワクワクがとまらない“ちょこび”さん♡ merアプリ 2017年5月11日
- ECモデルから大抜擢！ 個性派おしゃれガール「ちょこび」が、初めてのコラボ服を作るまで merアプリ 2018年4月10日